# HAM-30
A 30 m-es amatőrsáv a rövidhullámú rádiófrekvenciás tartományban lévő, rádióamatőrök számára kijelölt sáv. A kijelölt frekvenciatartomány: 10100–10150 kHz.

## Terjedési sajátosságai[1]
A 30m-es amatőrsáv a rövidhullámú rádiófrekvenciás tartományban van, ezért a rövidhullámokra jellemző terjedési tulajdonságai vannak:
- térhullámok a nappali és az éjjeli időszakban egyaránt.
- nappal nagyon gyenge NVIS

## A 30 m-es amatőrsávra vonatkozó nemzetközisávterv[2]
| ITU 1                                       | ITU 2 | ITU 3 |
| ------------------------------------------- | ----- | ----- |
| 10 100–10 150 kHz 1. ÁLLANDÓHELYŰ 2. Amatőr |       |       |

## A sávblokk Magyarországon érvényessávterve[3]
| 10 100–10 150 kHz | 10 100–10 150 kHz | 10 100–10 150 kHz | 10 100–10 150 kHz             | 10 100–10 150 kHz         | 10 100–10 150 kHz                   | 10 100–10 150 kHz             | 10 100–10 150 kHz                            |
| A                 | B                 | C                 | D                             | E                         | F                                   | G                             | H                                            |
| ----------------- | ----------------- | ----------------- | ----------------------------- | ------------------------- | ----------------------------------- | ----------------------------- | -------------------------------------------- |
| ÁLLANDÓHELYŰ      | NJE               | E                 | 1                             | K                         | Pont-pont, pont-többpont rendszerek | RR 24.1, 24.2 Bekezdés        | Polgári használatkor: 3. melléklet 2.1. pont |
| ÁLLANDÓHELYŰ      | NJE               | E                 | 1                             | K                         | Katonai állandóhelyű rendszerek     | RR 24.1, 24.2 Bekezdés        |                                              |
| Amatőr            |                   | P                 | 2                             | K                         | Amatőrrádiózás                      | ECC/REC/(02)01 MSZ EN 301 783 | 3. melléklet 7. pont                         |
|                   |                   | PN                |                               |                           | SRD                                 |                               | 3. melléklet 9.1. pont                       |
| 3                 | K                 | PN                | Vasúti alkalmazások           | 3. melléklet 9.5.1. pont  |                                     |                               |                                              |
| 3                 | K                 | PN                | Rádiómeghatározó alkalmazások | 3. melléklet 9.7.1. pont  |                                     |                               |                                              |
| 3                 | K                 | PN                | Induktív alkalmazások         | 3. melléklet 9.10.1. pont |                                     |                               |                                              |

- Az A oszlop meghatározza az adott sávhoz rendelt egyes rádiószolgálatokat
- A B oszlop meghatározza a vonatkozó lábjegyzetet, a harmonizált katonai sávra
- A C oszlop meghatározza a polgári, a nem polgári vagy az együttes célú használatra történő felosztást. A polgári célú felosztást P, a nem polgári célút N és az együttes célút E jelöli.
- A D oszlop meghatározza az alkalmazás jellegét. Az elsődleges jelleget 1-es, a másodlagos jelleget 2-es, a harmadlagos jelleget 3-as szám jelöli.
- Az E oszlop meghatározza az alkalmazás használatbavételi lehetőségét. A kijelölt kategóriát K, a tervezett kategóriát T jelöli.
- Az F oszlop meghatározza az alkalmazás megnevezését.
- A G oszlop tartalmazza a vonatkozó nemzetközi és hazai dokumentumokra hivatkozásokat
- A H oszlop tartalmazza a frekvenciasávok használata során alkalmazandó további rádióspektrum-gazdálkodási követelményeket és jellemzőket, valamint sávhasználati feltételeket.

## Felosztása[4]
| Frekvenciatartomány (Hz) | Frekvenciatartomány (Hz) | Használható adóteljesítmény (W) | Használható adóteljesítmény (W) | Használható adóteljesítmény (W) | Használható sávszélesség (Hz) | Üzemmód, felhasználás | Engedélyezett adásmód | Engedélyezett adásmód | Engedélyezett adásmód        |
| kezdete                  | vége                     | Kezdő                           | CEPT                            | HAREC                           | Használható sávszélesség (Hz) | Üzemmód, felhasználás | Kezdő                 | CEPT                  | HAREC                        |
| ------------------------ | ------------------------ | ------------------------------- | ------------------------------- | ------------------------------- | ----------------------------- | --- | --------------------- | --------------------- | ---------------------------- |
| 10100000                 | 10130000                 | 0                               | 0                               | 1500                            | 200                           | CW |                       |                       | A1A                          |
| 10130000                 | 10150000                 | 0                               | 0                               | 1500                            | 500                           | - 10130000 JS8 - 10132000 SSTV(A) - 10134500 Olivia - 10135000 FeldHell - 10136000 FT8 - 10138000 JT9+JT65 - 10140000 FT4 JT9 - 10140200 WSPR - 10141000 T10 PSK31 - 10142000 DominoEX11 - 10142500 MFSK16 - 10143000 RTTY - 10144000 FSQ, FeldHell |                       |                       | A1A, A1B, A1D, F1A, F1B, F1D |

## Gyakorlati felhasználása
A  kijelölt tartomány sávszélessége kicsi, így hangcsatornák nem kerültek kijelölésre.
Ebben a sávban a térhullámok útján történő terjedés a meghatározó, mind az éjszakai, mind a nappali időszakban. Mivel az NVIS hatása gyenge, néhány száz km-es holtzónával kell számolnunk, belföldi összeköttetés nem valósítható meg. Magyarországról nappal az európai terület vehető célba, az éjszakai órákban DX-összeköttetések is létesíthetőek. 
A terjedésre hat a napfoltciklus, napfoltminimumok idején gyengébb terjedésre kell számítani.
Fontos még tudni, hogy ennek a sávnak az amatőr/polgári célú felhasználása másodlagos jellegű, elsődleges jelleggel katonai felhasználású. Ha nem amatőr célú kommunikációt hallunk, tilos azt megzavarni. Ebből a jellegéből adódóan van megkötve, hogy csak HAREC szintű vizsgával rendelkező amatőrök használhatják ezt a sávot.